# USS Twiggs (DD-127)
USS Twiggs (DD–127) là một tàu khu trục thuộc lớp Wickes của Hải quân Hoa Kỳ trong giai đoạn Chiến tranh Thế giới thứ nhất, sau được chuyển cho Hải quân Hoàng gia Anh trong Chiến tranh Thế giới thứ hai dưới tên HMS Leamington, chuyển cho Hải quân Hoàng gia Canada, rồi chuyển cho Hải quân Liên Xô như là chiếc Zhguchi trước khi hoàn trả cho Anh sau chiến tranh. Nó là chiếc tàu chiến đầu tiên của Hải quân Hoa Kỳ được đặt tên theo Thiếu tá Thủy quân Lục chiến Levi Twiggs (1793–1847).

## Thiết kế và chế tạo
Twiggs được đặt lườn vào ngày 23 tháng 1 năm 1918 tại xưởng tàu của hãng New York Shipbuilding Corporation ở Camden, New Jersey. Nó được hạ thủy vào ngày 28 tháng 9 năm 1918, được đỡ đầu bởi cô Lillie S. Getchell, cháu Thiếu tá Twiggs;và được đưa ra hoạt động tại Xưởng hải quân Philadelphia vào ngày 28 tháng 7 năm 1919 dưới quyền chỉ huy của Hạm trưởng, Trung tá Hải quân Isaac C. Johnson, Jr..

## Lịch sử hoạt động

### USSTwiggs
Sau chuyến đi chạy thử máy, Twiggs gia nhập Đội khu trục 16 thuộc Hải đội Khu trục 4, trực thuộc Hạm đội Thái Bình Dương vào cuối tháng 10 năm 1919 và hoạt động ngoài khơi San Diego, California, thực hiện các chuyến đi huấn luyện cho đến mùa Xuân năm 1922. Trong giai đoạn này, Twiggs được mang ký hiệu lườn DD-127 vào ngày 17 tháng 7 năm 1920 sau khi Hải quân Hoa Kỳ áp dụng cách đánh số xếp lớp tàu chiến. Sự kết hợp một số các yếu tố, bao gồm gia tăng chi phí hoạt động, thiếu hụt nhân lực, và xu hướng chung chống chiến tranh diễn ra sau Thế Chiến I, đã đưa đến việc cắt giảm hạm đội hiện dịch của hải quân. Vì vậy, Twiggs được cho xuất biên chế tại San Diego vào ngày 24 tháng 6 năm 1922.
Sau gầm tám năm bị bỏ không, Twiggs được cho nhập biên chế trở lại vào ngày 20 tháng 2 năm 1930 tại San Diego, dưới quyền chỉ huy của Thiếu tá Hải quân Thomas S. King II. Nó trở thành soái hạm của Đội khu trục 14 và tiến hành các hoạt động ngoài khơi San Diego cùng với Hạm đội Chiến trận cho đến cuối năm. Vào đầu tháng 2 năm 1931, nó khởi hành từ San Francisco đi về phía Nam cùng với Hạm đội Chiến trận để tham gia cuộc tập trung hạm đội hàng năm cùng với Hạm đội Tuần tiễu. Cuối lượt tập trận vào ngày 15 tháng 3 năm 1931, Twiggs được điều động về Hạm đội Tuần tiễu, mà không lâu sau đó được đổi tên thành Lực lượng Tuần tiễu do kết quả của việc tái tổ chức hạm đội vào ngày 1 tháng 4 năm 1931. Cảng nhà của Twiggs được chuyển đến Charleston, South Carolina, nơi nó trở thành soái hạm của Đội khu trục 7 cho đến cuối mùa Xuân năm 1933. Vào một lúc nào đó trong khoảng từ ngày 1 tháng 4 đến ngày 1 tháng 7 năm 1933, nó gia nhập trở lại Lực lượng Chiến trận tại vùng bờ Tây trong thành phần Đội 6 thuộc Hải đội Khu trục 2. Nó được đưa về Hải đội Dự bị Luân phiên 20 vào ngày 1 tháng 11 năm 1933 tại San Diego với một biên chế thủy thủ đoàn tối thiểu để bảo trì con tàu; và quay lại biên chế đầy đủ vào ngày 1 tháng 7 năm 1934 cùng với Đội 4 thuộc Hải đội Khu trục 2. Nó hoạt động ngoài khơi San Diego cùng với các tàu khu trục của Lực lượng Chiến trận cho đến cuối năm 1936, khi nó được cho chuẩn bị để xuất biên chế. Twiggs xuất biên chế vào ngày 6 tháng 4 năm 1937, và lại bị bỏ không tại San Diego.
Tình hình thế giới trở lại căng thẳng sau khi Đức Quốc xã xâm chiếm Ba Lan vào ngày 1 tháng 9 năm 1939, làm bùng nổ Chiến tranh Thế giới thứ hai tại Châu Âu. Để tăng cường cho việc Tuần tra Trung lập mà Tổng thống Franklin Roosevelt bố trí dọc theo các cảng vùng bờ Đông và khu vực vịnh Mexico, Hải quân Hoa Kỳ nhanh chóng huy động trở lại 77 tàu khu trục và tàu rải mìn hạng nhẹ vốn đang trong lực lượng dự bị tại Philadelphia hoặc San Diego. Twiggs nằm trong số được tái huy động, và được nhập biên chế trở lại tại San Diego vào ngày 30 tháng 9 năm 1939 dưới quyền chỉ huy của Trung tá Hải quân Lyman K. Swenson.
Đảm nhiệm vai trò soái hạm của Đội 64 thuộc Hải đội Khu trục 32; Twiggs thoạt tiên hoạt động ngoài khơi San Diego trong các chuyến đi thử máy và huấn luyện trong suốt tháng 11. Cùng với tám tàu chị em, nó băng qua kênh đào Panama vào đầu tháng 12; và không lâu sau khi đi đến cảng nhà mới ở Key West, Florida, Twiggs lại khởi hành để theo dõi chiếc tàu khu trục Anh HMS Hereward. Cuối tháng đó, nó tham gia cùng tàu khu trục Evans và tàu tuần dương hạng nặng Vincennes theo dõi tàu tuần dương hạng nhẹ Australia HMAS Perth, khi chiếc này canh phòng vịnh Yucatan để chặn bắt chiếc tàu biển chở hành khách Đức SS Columbus đang tìm cách vượt qua sự phong tỏa của Hải quân Anh để quay về Đức. Trong các hoạt động sau đó cùng với Đội khu trục 64, Twiggs tiến hành các cuộc tuần tra trung lập, các chuyến đi huấn luyện cho nhân sự của Hải quân Dự bị Hoa Kỳ, tập trận và thực hành suốt mùa Hè năm 1940.
Trong thời gian đó, cho đến mùa Xuân năm 1940, tình hình ngày càng bất lợi cho phe Đồng Minh. Na Uy bị Đức chiếm đóng do sự phòng thủ kém cỏi của quân Anh-Na Uy; Pháp và các nước vùng trũng thất bại do chiến lược tấn công chớp nhoáng blitzkrieg của Đức. Ngoài ra tàu ngầm Đức gây tổn thất nặng cho cả tàu hàng lẫn tàu hộ tống. Sau khi Pháp thua trận, Anh ở trong tình thế hầu như bị cô lập trong trận chiến chống lại Đức. Với số lượng tàu khu trục Anh bị tổn thất nặng tại Na Uy, Đại Tây Dương cũng như trong cuộc triệt thoái khỏi Dunkirk, Thủ tướng Anh phải nài đến sự trợ giúp của Hoa Kỳ. Đến mùa Hè năm 1940, Tổng thống Roosevelt tìm được một giải pháp giúp Anh mà vẫn không từ bỏ vị thế trung lập: Thỏa thuận đổi tàu khu trục lấy căn cứ sẽ trao 50 tàu khu trục thời Thế Chiến I cho Anh; đổi lại Hoa Kỳ được quyền thuê trong thời hạn 99 năm các căn cứ mang tính chiến lược tại vùng Tây bán cầu.
Nằm trong số tàu khu trục được thỏa thuận trao đổi, Twiggs được cho chuẩn bị để bàn giao. Nó đi đến Halifax, Nova Scotia vào ngày 16 tháng 10 năm 1940. Chiếc tàu khu trục được xuất biên chế khỏi Hải quân Hoa Kỳ ngày 23 tháng 10, và tên nó được rút khỏi danh sách Đăng bạ Hải quân vào ngày 8 tháng 1 năm 1941.

### HMSLeamington
Được chuyển cho Hải quân Hoàng gia Anh vào ngày 23 tháng 10 năm 1940, chiếc tàu khu trục được đổi tên thành HMS Leamington (G19) và đặt dưới quyền chỉ chuy của Trung tá Hải quân W. E. Banks, DSO. Nó được chuyển đến St. John's, Newfoundland and Labrador, nơi nó khởi hành vào ngày 4 tháng 11, trong thành phần Chi hạm đội Khu trục 4 hướng đến quần đảo Anh Quốc. Trên đường đi Belfast, Bắc Ireland, nó cùng các tàu chị em đã đi ngang nơi diễn ra trận chiến vào ngày 5 tháng 11 năm 1940, khi chiếc tàu buôn tuần dương vũ trang đã đối đầu với thiết giáp hạm bỏ túi Đức Admiral Scheer nhằm bảo vệ cho Đoàn tàu vận tải HX-84 đang quay trở về nhà. Hành động anh dũng của Jervis Bay đã giúp 32 trong số 37 chiếc của đoàn tàu vận tải chạy thoát, bất chấp bản thân nó bị đánh chìm trong chiến đấu. Leamington đã tìm kiếm những người sống sót nhưng không có kết quả.
Leamington ghé qua Belfast trước khi đi đến Plymouth, Anh vào ngày 15 tháng 11. Tại đây chiếc tàu khu trục được phân về Đội hộ tống 2 trực thuộc Bộ chỉ huy Tiếp cận phía Tây đặt căn cứ tại Derry. Nó thực hiện nhiều nhiệm vụ hộ tống vận tải suốt Đại Tây Dương cho đến năm 1941. Đang khi hộ tống cho Đoàn tàu vận tải SC-48 vốn bị tàu ngầm U-boat Đức tấn công hơn một tuần lễ, Leamington đã cùng với tàu khu trục HMS Veteran đánh chìm tàu ngầm Đức U-207 ngoài khơi bờ biển phía Đông Greenland vào ngày 11 tháng 9.
Vào ngày 27 tháng 3 năm 1942, Leamington ghi thêm một chiến công nữa khi nó cùng ba tàu khu trục khác đánh chìm tàu ngầm Đức U-587 đang khi hộ tống Đoàn tàu vận tải WS-27 hướng sang Trung Đông. Mùa Hè năm đó, khi chiếc tàu khu trục di chuyển về phía Bắc nước Nga trong thành phần hộ tống cho Đoàn tàu vận tải PQ-17 bất hạnh, một báo cáo cho biết về mối đe dọa từ chiếc thiết giáp hạm Đức Tirpitz. Vì tin rằng một đoàn tàu vận tải lớn, cho dù được thiết giáp hạm và tàu tuần dương hộ tống, bày ra một mục tiêu dễ dàng cho Tirpitz, lực lượng hộ tống bảo vệ được cho rút lui còn các tàu hàng được lệnh phân tán, với hy vọng là chúng sẽ tự lực đến được cảng Murmansk của Nga, và đoàn tàu sẽ có cơ may sống só lớn hơn nếu Tirpitz tấn công. Tuy nhiên, việc phân tán đoàn tàu vận tải lại bộc lộ những con tàu đơn lẻ, không được hộ tống, trước một mối nguy cơ tấn công khác: bởi máy bay và tàu ngầm U-boat, giờ đây hoàn toàn rảnh tay vì không gặp bất kỳ sức kháng cự. Đoàn tàu PQ-17 bị mất 23 trong số 34 tàu; không có đoàn tàu đi đến Nga nào khác trong suốt cuộc chiến tranh chịu tổn thất nặng nề như thế.
Leamington được tái trang bị tại Hartlepool, Anh từ tháng 8 đến tháng 11 năm 1942, rồi tiếp tục nhiệm vụ hộ tống đoàn tàu vận tải tại Đại Tây Dương. Ngày 12 tháng 11, chiếc tàu buôn mang cờ Panama SS Buchanan trúng ngư lôi phóng từ tàu ngầm U-224. Mười ba ngày sau đó, dưới sự trợ giúp của máy bay, Leamington tìm được chiếc cuối cùng trong số bốn bè cứu sinh của nó và vớt được 17 thủy thủ.

### HMCSLeamington
Vào tháng 10 năm 1942, Hải quân Hoàng gia chuyển giao Leamington cho Hải quân Hoàng gia Canada để sử dụng vào việc bảo vệ tàu bè tại khu vực Tây Đại Tây Dương trong 14 tháng tiếp theo. Con tàu phải trải qua hoàn cảnh thời tiết băng giá khắc nghiệt khi hoạt động tại Bắc Đại Tây Dương vào cuối năm 1942 và đầu năm 1943. Trong một lần, con tàu về đến Halifax sau một cơn cuồng phong mạnh vào ngày 22 tháng 1 năm 1943, khi băng tuyết phủ từ mũi tàu cho đến cầu tàu với độ dày 2–10 ft (0,61–3,05 m). Vào ngày 14 tháng 5 năm 1943, HMCS Leamington gặp tai nạn va chạm với tàu quét mìn Hoa Kỳ USS Albatross; sau khi được sửa chữa tạm tại Halifax, nó lên đường đi Norfork để được sửa chữa toàn diện, đến nơi vào ngày 27 tháng 6, và công việc đại tu chỉ hoàn tất vào tháng 9.

### Chuyển cho Hải quân Liên Xô và hoàn trả
Rời Halifax ngày 22 tháng 12, Leamington quay trở về Anh; và sau một giai đoạn phục vụ ngắn đặt căn cứ tại Rosyth, Scotland, nó được đưa về lực lượng dự bị tại Tyne. Vào ngày 16 tháng 6 năm 1944, Anh chuyển giao con tàu cho Liên Xô, và nó được đổi tên thành Zhguchi (tiếng Nga: Жгучий). Con tàu đã phục vụ cùng Hải quân Liên Xô cho đến năm 1949 và được hoàn trả lại cho Anh vào năm 1950. Sau đó nó tham gia những cảnh quay trong cuốn phim The Gift Horse của Trevor Howard, thể hiện con tàu hư cấu "HMS Ballantrae" (nguyên là chiếc "USS Whittier" cũng hư cấu của Hoa Kỳ) và mô tả lại cuộc bắn phá St Nazaire. Cuối cùng nó bị tháo dỡ tại Newport, Wales vào ngày 26 tháng 7 năm 1951.